# Arda Güler
Pour les articles homonymes, voir Güler.

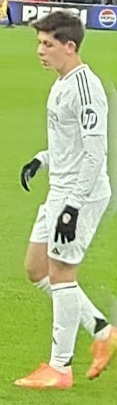
Arda Güler en 2024 avec le Real Madrid

Arda Güler, né le 25 février 2005 à Karakocan (Turquie), est un footballeur international turc qui évolue au poste de milieu offensif ou d'ailier droit au Real Madrid.

## Biographie

### Carrière en club

#### Débuts et formation
Arda Güler commence au centre de formation du Gençlerbirliği SK où il se fait repérer par le Fenerbahçe SK.
Après avoir rejoint le centre de formation du Fenerbahçe SK, Arda Güler enchaîne les bonnes performances et se retrouve seulement trois ans après dans la section U-19 du club où il effectue 22 matchs, tout en inscrivant 10 buts et faisant 7 passes décisives.

#### Passage chez les professionnels du Fenerbahçe SK (2021-2023)
Güler fait ses débuts avec l'équipe première contre Antalyaspor le 22 août 2021 (victoire 2-0 de Fenerbahçe) et effectue sa première passe décisive avec l'équipe A. Il clôt sa saison avec trois buts et quatre passes décisives au compteur.
La saison suivante est celle de la confirmation, plus souvent titulaire, Güler s'installe dans le onze type de Fenerbahçe et inscrit sept buts et fait huit passes décisives toutes compétitions confondues. Il est alors courtisé par des clubs comme l'AC Milan, le FC Barcelone ou le Real Madrid.

#### Real Madrid (depuis 2023)
Le 6 juillet 2023, il signe un contrat de six ans avec le Real Madrid. Le coût du transfert est estimé à 20 millions d'euros, plus 8 millions d'euros de bonus.
Il subit plusieurs blessures lors de ses premiers mois de contrat, retardant ainsi ses débuts en compétition. Lors de la tournée de pré saison aux États-Unis, au Soccer Champions Tour 2023, n'ayant pas pris part aux deux premiers matchs contre le AC Milan et Manchester United, il se blesse avant le match contre le Barça. Il rentre donc à Madrid pour se soigner.
Annoncé sur les terrains pour la réception de Las Palmas en championnat, il se blesse de nouveau. Sa rééducation dure jusqu'au mois de novembre. Dans le groupe pour accueillir le Rayo Vallecano de Madrid et le Sporting Clube de Braga en Ligue des champions. Il rechute pour la troisième fois juste avant la trêve internationale.
Güler joue enfin son premier match pour le Real Madrid le 6 janvier 2024 où il est titularisé dans une rencontre de coupe du Roi contre Arandina. Güler apparaît pour la première fois en Liga le 27 janvier 2024 contre Las Palmaset inscrit son premier but le 10 mars suivant lors de la large victoire madrilène face au Celta de Vigo (victoire 4-0). Titularisé pour la première fois en championnat face à la Real Sociedad, le 26 avril 2024, il inscrit le seul but de la rencontre (victoire 0-1). Le 1er juin 2024, il devient le premier Turc à remporter la Ligue des champions.

### Carrière en sélection
Le 3 septembre 2021, Arda Güler est appelé en Turquie -17 ans contre Azerbaïdjan -17 ans. Son équipe s'impose 4 buts à 1.
Le 10 novembre 2022, Arda Güler est appelé en équipe première pour disputer des matchs amicaux face à l'Écosse et la République tchèque. S'il reste sur le banc pendant l'intégralité de la première rencontre, le 16 novembre, il entre à la 68e minute de jeu (en remplacement de l'ailier gauche Doğukan Sinik) lors de la seconde le 19 novembre, connaissant ainsi sa première sélection.
Le 19 juin 2023, il rentre en cours de match et inscrit son premier but en sélection face aux pays de Galles lors des éliminatoires de l'Euro 2024 à la 80e minute de jeu d'une frappe enroulée pied gauche en lucarne.
Le 7 juin 2024, il figure dans la liste définitive des vingt-six joueurs sélectionnés par Vincenzo Montella pour disputer  l'Euro 2024. Le 18 juin, lors du premier match de poules face à la Géorgie, après l'égalisation géorgienne, il donne l'avantage aux siens sur une frappe lointaine venant tromper Giorgi Mamardashvili. Les Turcs s'imposeront à l'issue du temps réglementaire sur le score de 3-1.

## Statistiques

### En club
| Saison                | Club                  | Championnat           | Championnat | Championnat | Championnat | Coupe(s) nationale(s) | Coupe(s) nationale(s) | Coupe(s) nationale(s) | Supercoupe | Supercoupe | Supercoupe | Compétition(s) continentale(s) | Compétition(s) continentale(s) | Compétition(s) continentale(s) | Compétition(s) continentale(s) | Supercoupe UEFA | Supercoupe UEFA | Supercoupe UEFA | Coupe du monde des clubs | Coupe du monde des clubs | Coupe du monde des clubs | Autres compétitions | Autres compétitions | Autres compétitions | Autres compétitions | Total | Total | Total |
| Saison                | Club                  | Division              | M.          | B.          | P.d.        | M.                    | B.                    | P.d.                  | M.         | B.         | P.d.       | Comp.                          | M.                             | B.                             | P.d.                           | M.              | B.              | P.d.            | M.                       | B.                       | P.d.                     | Comp.               | M.                  | B.                  | P.d.                | M.    | B.    | P.d.  |
| 2021-2022             | Fenerbahçe SK         | Süper Lig             | 12          | 3           | 3           | 0                     | 0                     | 0                     | -          | -          | -          | C3+C4                          | 2+2                            | 0                              | 0+1                            | -               | -               | -               | -                        | -                        | -                        | -                   | -                   | -                   | -                   | 16    | 3     | 4     |
| 2022-2023             | Fenerbahçe SK         | Süper Lig             | 20          | 4           | 3           | 5                     | 1                     | 2                     | -          | -          | -          | C1+C3                          | 1+9                            | 0+1                            | 0+1                            | -               | -               | -               | -                        | -                        | -                        | -                   | -                   | -                   | -                   | 35    | 6     | 6     |
| Sous-total            | Sous-total            | Sous-total            | 32          | 7           | 6           | 5                     | 1                     | 2                     | -          | -          | -          | -                              | 14                             | 1                              | 2                              | -               | -               | -               | -                        | -                        | -                        | -                   | -                   | -                   | -                   | 51    | 9     | 10    |
| 2023-2024             | Real Madrid           | LaLiga                | 10          | 6           | 0           | 1                     | 0                     | 0                     | 1          | 0          | 0          | C1                             | 0                              | 0                              | 0                              | -               | -               | -               | -                        | -                        | -                        | -                   | -                   | -                   | -                   | 12    | 6     | 0     |
| 2024-2025             | Real Madrid           | LaLiga                | 28          | 3           | 4           | 6                     | 2                     | 4                     | 0          | 0          | 0          | C1                             | 7                              | 0                              | 0                              | 1               | 0               | 0               | 6                        | 1                        | 2                        | CIC                 | 1                   | 0                   | 0                   | 49    | 6     | 10    |
| Sous-total            | Sous-total            | Sous-total            | 38          | 9           | 4           | 7                     | 2                     | 4                     | 1          | 0          | 0          | -                              | 7                              | 0                              | 0                              | 1               | 0               | 0               | 6                        | 1                        | 2                        | -                   | 1                   | 0                   | 0                   | 61    | 12    | 10    |
| Total sur la carrière | Total sur la carrière | Total sur la carrière | 70          | 16          | 10          | 12                    | 3                     | 6                     | 1          | 0          | 0          | -                              | 21                             | 1                              | 2                              | 1               | 0               | 0               | 6                        | 1                        | 2                        | -                   | 1                   | 0                   | 0                   | 112   | 21    | 20    |

### En sélection nationale
| Saison                | Sélection             | Phases finales        | Phases finales | Phases finales | Phases finales | Éliminatoires CDM | Éliminatoires CDM | Éliminatoires CDM | Éliminatoires EURO | Éliminatoires EURO | Éliminatoires EURO | Ligue Nations UEFA | Ligue Nations UEFA | Ligue Nations UEFA | Matchs amicaux | Matchs amicaux | Matchs amicaux | Total | Total | Total |
| Saison                | Sélection             | Compétition           | M              | B              | Pd             | M                 | B                 | Pd                | M                  | B                  | Pd                 | M                  | B                  | Pd                 | M              | B              | Pd             | M     | B     | Pd    |
| --------------------- | --------------------- | --------------------- | -------------- | -------------- | -------------- | ----------------- | ----------------- | ----------------- | ------------------ | ------------------ | ------------------ | ------------------ | ------------------ | ------------------ | -------------- | -------------- | -------------- | ----- | ----- | ----- |
| 2022-2023             | Turquie               | -                     | -              | -              | -              | -                 | -                 | -                 | 3                  | 1                  | 0                  | -                  | -                  | -                  | 1              | 0              | 0              | 4     | 1     | 0     |
| 2023-2024             | Turquie               | Euro 2024             | 5              | 1              | 2              | -                 | -                 | -                 | -                  | -                  | -                  | -                  | -                  | -                  | 3              | 0              | 0              | 8     | 1     | 2     |
| 2024-2025             | Turquie               | -                     | -              | -              | -              | -                 | -                 | -                 | -                  | -                  | -                  | 7                  | 2                  | 1                  | -              | -              | -              | 7     | 2     | 1     |
| Total sur la carrière | Total sur la carrière | Total sur la carrière | 5              | 1              | 2              | -                 | -                 | -                 | 3                  | 1                  | 0                  | 7                  | 2                  | 1                  | 4              | 0              | 0              | 19    | 4     | 3     |

## Palmarès
- Fenerbahçe
  - Coupe de Turquie
    - Vainqueur : 2023.

- Real Madrid CF
  - Supercoupe d'Espagne
    - Vainqueur : 2024

  - Championnat d'Espagne
    - Vainqueur : 2024

  - Supercoupe de l'UEFA
    - Vainqueur : 2024

  - Ligue des champions
    - Vainqueur: 2024

  - Coupe intercontinentale de la FIFA
    - Vainqueur: 2024

## Carrière en club

### Début de carrière
Güler a commencé sa carrière de jeune à Ankara-basé club Gençlerbirliği, en 2014. Arda Güler a été découverte par une centrale électrique turque Fenerbahçe le 20 février 2019, alors qu'il n'avait que 13 ans, et a été inclus dans l'équipe de jeunes. Güler, qui a joué dans tous les Fenerbahçe équipes de jeunes y compris les U-15, U-16 et U-19, ont commencé à jouer pour la Fenerbahçe Équipe U-15 de la saison 2018-19, et a été emmené dans l'équipe U-16 en 2020 et dans l'équipe U19 en 2021. Il a contribué à 7 buts et 4 passes décisives en 18 matchs pour le Fenerbahçe Équipe U-19. Il a marqué 3 buts et réalisé 1 passe décisive lors du match de quart de finale des Play-Offs U-19, et a ainsi attiré l'attention en tant que meilleur buteur des Play-Off de cette saison.
En juillet 2021, Güler a commencé à attendre sa place dans le L’équipe première de Fenerbahçe,.
Güler a signé un contrat professionnel de deux ans et demi avec Fenerbahçe, le 13 janvier 2021. Il était considéré comme un jeune prodige et perçu comme un grand espoir pour l’avenir.

#### saison 2021-22
Güler a fait ses débuts en équipe première en tant que remplaçant contre un club finlandais HJK dans le tour de barrage rencontre de la Ligue Europa de l'UEFA 2021-22. Tenu à Şükrü Saracoğlu Stade le 19 août 2021, le score était de 1-0 pour Fenerbahçe. Dans sa première Süper Lig match trois jours plus tard, il a fourni la passe décisive qui a permis Miha Zajc marque le but gagnant à la 89e minute de la victoire 2-0 contre Antalyaspor. Il a commencé à avoir plus de temps de jeu en tant que saison 2021-22 progressé.
En mars 2022, Güler est devenu le plus jeune buteur de Fenerbahçe dans l'histoire de la Süper Lig, ayant eu 17 ans trois semaines plus tôt. En mai 2022, Güler avait marqué 3 buts et délivré 3 passes décisives en seulement 255 minutes de jeu. Après un début de carrière impressionnant, il a été rapporté que de grands clubs européens comme Arsenal, Liverpool, Bayern Munich, Borussia Dortmund, Barcelona et Paris Saint-Germain ont montré leur intérêt à le signer,. Le 17 mars 2022, Fenerbahçe a annoncé avoir signé un contrat de trois ans avec lui.

#### saison 2022-2023
Au début de 2022–23 saison, après le départ de Mesut Özil, Güler a reçu le numéro 10, qui a une signification particulière pour Les supporters de Fenerbahçe, étant le nombre de légendes du club Alex de Souza et Jay-Jay Okocha. Il a joué son premier match de la saison contre Kasımpaşa et a marqué deux buts en 21 minutes de jeu.
Le 3 novembre 2022, il marque son premier mais en compétition européenne, et a également fourni une passe décisive, lors d'une victoire 2-0 à l'extérieur contre Dynamo Kyiv dans le Phase de groupes de la Ligue Europa. Le 11 juin 2023, Güler a déposé un homme du match performance lors d'une victoire 2-0 à Finale de la Coupe de Turquie 2023 contre İstanbul Başakşehir. Le 6 juillet, Güler prend la Instagram pour annoncer son départ de Fenerbahçe, marquant la fin de son mandat avec le club turc.

### Real Madrid
Le 6 juillet 2023, La Liga club Real Madrid a annoncé la signature de Güler pour un contrat de six ans jusqu'en juin 2029,. L'accord a été scellé en déclenchant sa clause libératoire avec un paiement initial de 20 millions d'euros, qui a dépassé les 17,5 millions d'euros clause de son ancien contrat avec Fenerbahçe,. Güler a demandé au Real Madrid de payer au-delà de sa clause libératoire pour lever des fonds pour son ancien club.

#### saison 2023-2024
Après de multiples blessures fin 2023, Güler a fait ses débuts avec le Real Madrid en Copa del Rey match contre Arandina le 6 janvier 2024, contribuant à la victoire 3-1 de l'équipe,.
Le 14 janvier, Güler a remporté son premier trophée avec le Real Madrid en Finale de la Supercoupe d'Espagne, où le Real Madrid a triomphé de Barcelone avec un score de 4–1,. Il a fait ses débuts en Liga contre Las Palmas le 27 janvier, entrant en jeu à la 81e minute, remplaçant Rodrygo,. Le 10 mars, il a marqué son premier mais en championnat pour le Real Madrid, en dribblant Celta gardien de but Vicente Guaita à la quatrième minute du temps additionnel, cinq minutes après avoir été remplacé, pour sceller une victoire 4-0 en championnat contre le Celta Vigo,. Le 26 avril, Güler a marqué son premier départ en Liga avec un but, donnant à son équipe une victoire 1-0 contre Real Sociedad à Reale Arena,. Le 19 mai, il a marqué un doublé contre Villarreal dans un match nul 4–4, devenant le joueur le plus rapide de l'histoire du Real Madrid à marquer six buts en Liga en seulement 330 minutes de jeu,. Bien qu'il n'ait pas participé à la compétition, il est devenu le premier joueur turc à remporter le Ligue des champions de l'UEFA lorsque son club a remporté son 15e titre avec une victoire 2-0 contre Borussia Dortmund dans le final.

#### saison 2024-25
Güler a fait ses débuts en Ligue des champions en tant que remplaçant lors du match d'ouverture de la phase de championnat, qui s'est terminée par une victoire 3-1 contre Stuttgart le 17 septembre 2024. Plus tard cette année-là, il a marqué son premier but de la saison lors d'une victoire 3-0 à l'extérieur contre Girona dans La Liga le 7 décembre. Après avoir été utilisé principalement dans Copa del Rey matchs et voir un temps limité dans les matchs de championnat pendant la majeure partie de la saison, Güler a obtenu deux rares titularisations consécutives en championnat le 23 avril 2025 lorsqu'il a marqué le but vainqueur et a été nommé joueur du match lors d'une victoire 1-0 sur Getafe, et le 4 mai, lorsqu'il a inscrit un but et une passe décisive lors d'une victoire 3-2 contre le Celta Vigo,.